# Six technical stunts in canonic form
Six technical stunts in canonic form  bestaat uit een zestal compositie-oefeningen van Edward Joseph Collins. In de zes werkjes, die een totaaltijd klokken van circa zes minuten, oefende Collins het schrijven van een standaardgenre binnen de klassieke muziek, de fuga dal wel canon. In tegenstelling tot veel ander werk is exact te dateren wanneer Collins deze zes stukjes in contrapunt schreef. Hij maakte er zowel op 19 oktober als op 20 november 1920 melding van in zijn dagboek. Daartegenover staat dan weer dat het onbekend is of de zes oefeningen daadwerkelijk voltooid zijn. Een aantal heeft geen titel en de zesde, een bewerking van Dixie houdt zo abrupt op, dat met name hier de vraag is of het af is.
De zes deeltjes zijn:
1. Allegretto
2. in 12/8
3. in 4/4
4. in 6/8
5. Andante
6. Dixie